# Флаг Ватикана
Флаг Ватикана (итал. Bandiera della Città del Vaticano), иногда флаг Святого Престола (итал. Bandiera della Santa Sede) — официальный флаг города-государства Ватикан, принятый 7 июня 1929 года папой Пием XI в год подписания Латеранских соглашений и создания независимого государства Святого Престола.

## Создание
Флаг был создан по образцу флага Папской области (образца 1808 года) и представляет собой квадратное полотнище, состоящее из двух равновеликих вертикальных полос — жёлтой и белой. В центре белой полосы — два скрещённых ключа под папской тиарой. Ключи на флаге символизируют ключи Царства Небесного. Обычно используется квадратный флаг, но такого обязательного требования нет.
Широко распространён отличающийся вариант флага с красной снизу папской тиарой и другим оттенком жёлтого. В таком виде несколько лет использовался, например, на Викискладе и в статьях Википедии. Тем не менее, Ватикан не давал отдельных разъяснений, как именно должен выглядеть его флаг.

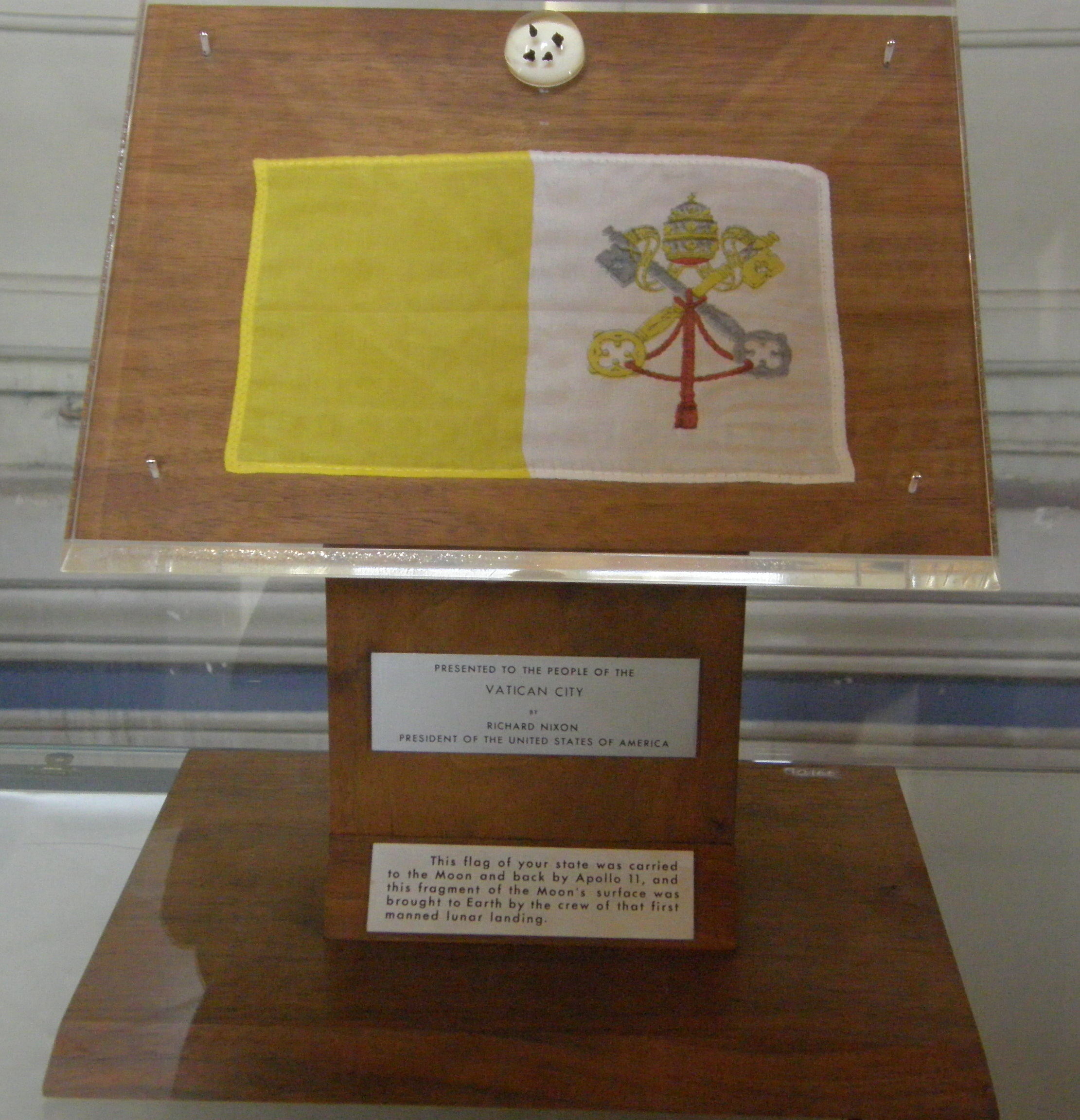
Флаг, находившийся на борту Аполлона-11. Музей Ватикана (вверху — фрагменты лунных камней).

### Предыдущие версии

Флаг Папской области (1808—1870).
Флаг Ватикана (1929—2001).
Флаг Ватикана (2001—2023).